# Myosotis scorpioides
Myosotis scorpioides (syn. Myosotis palustris Lam.) este o specie de 'nu-mă-uita': o plantă aproape glabră, perenă, cu rizom repent,  din genul Myosotis, care înflorește primăvara — vara.

## Caractere morfologice
- Tulpina este unghiulară, înaltă până la 40 centimetri.

- Florile  (caliciu cu 5 dinți, egali, alpit-păros, corolă cu diviziuni ovale, cu diametru de circa 8 milimetri, stilul nu depășește lungimea caliciului) sunt  albastre-deschis  cu gâtul alb, pe un penduncul fără bractee.[1].

- Frunzele sunt oblong-lanceolate, alterne [1].

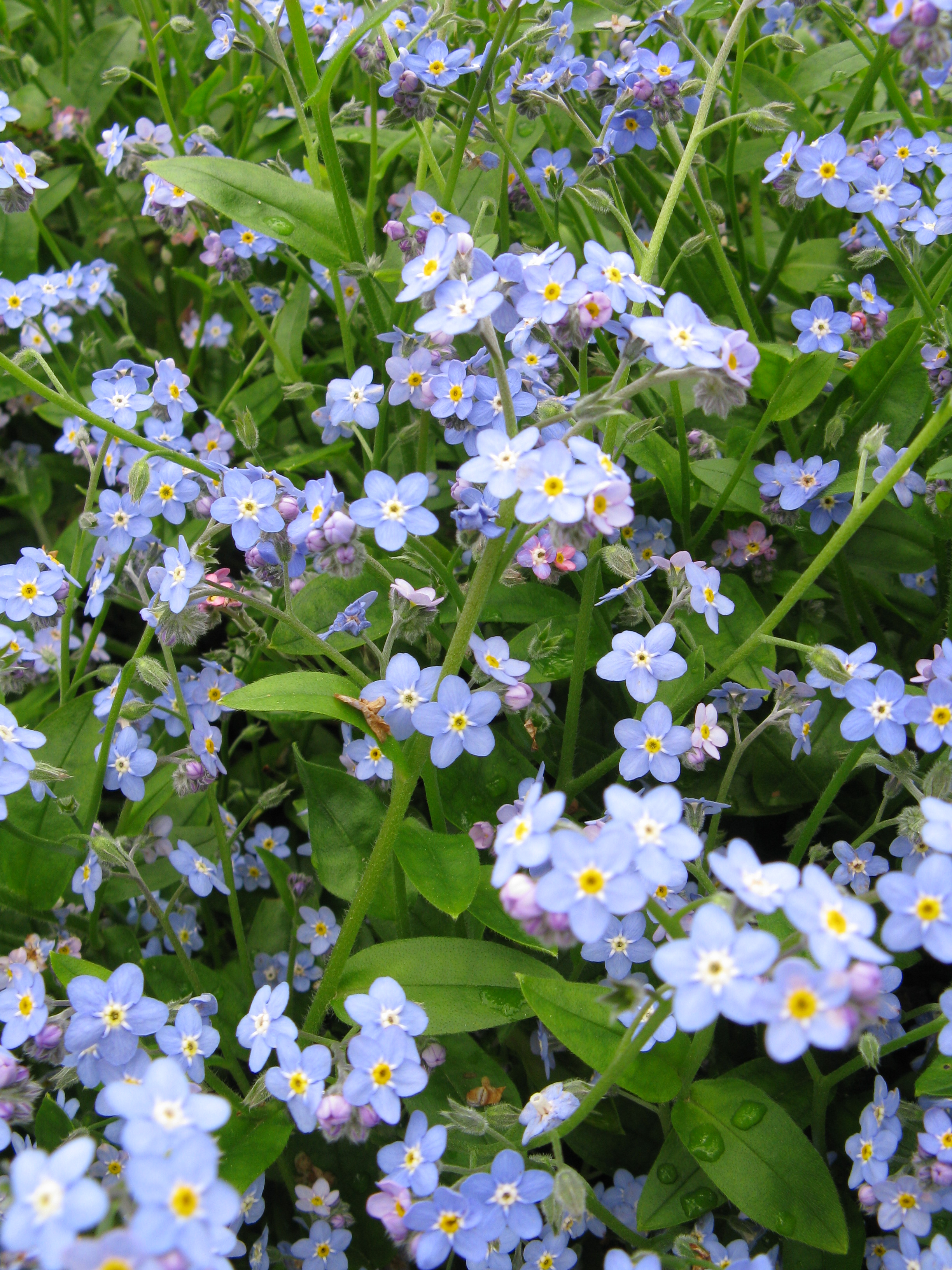
Planta
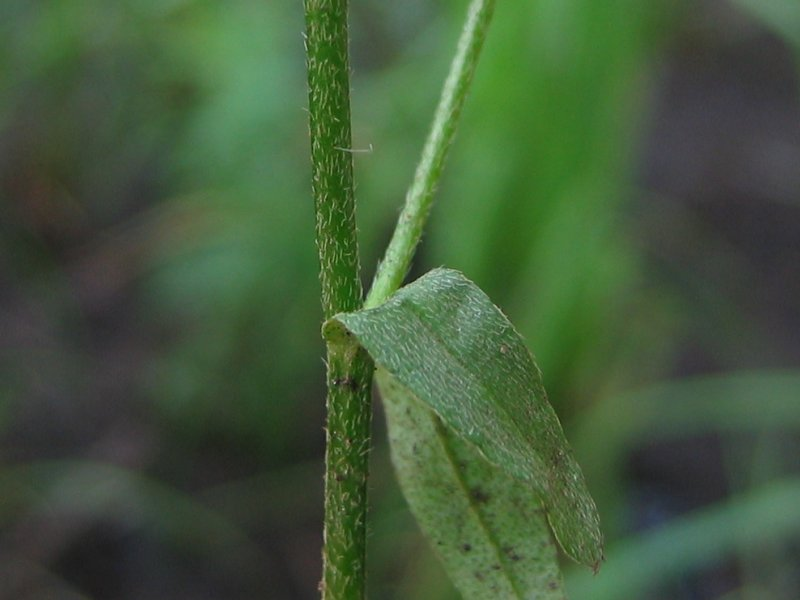
Frunze
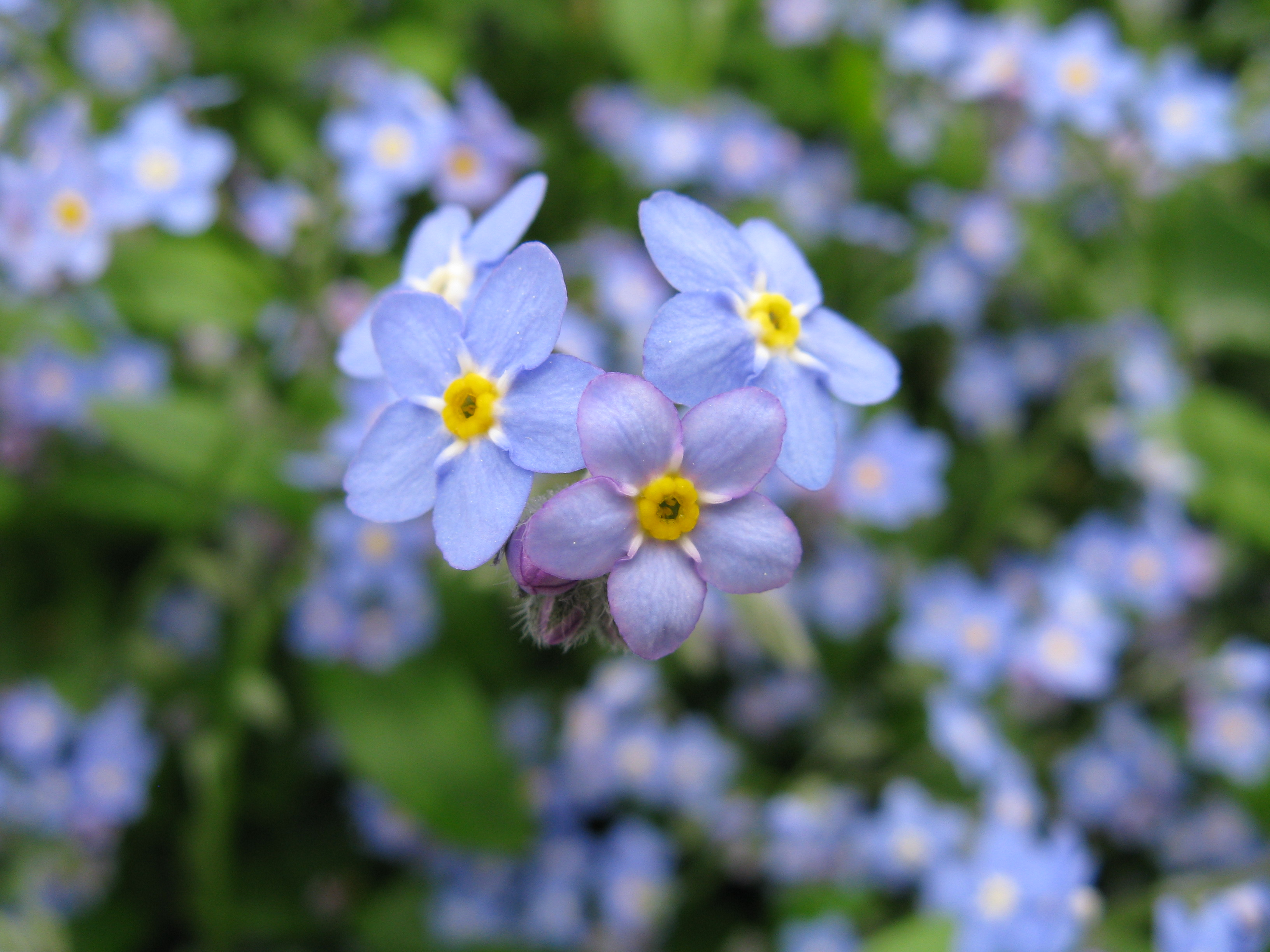
Flori

## Utilizare
Se folosesc în parcuri și grădini, ca plante ornamentale. Are o mulțime de forme care pot fi folosite și ca flori tăiate.